# Lo mucho que te quiero
Lo mucho que te quiero es el título de un álbum de estudio grabado por el cantautor y actor mexicano Pedro Fernández. Fue lanzado al mercado por la empresa discográfica PolyGram Latino el 21 de septiembre de 1993, primera para dicha casa disquera. El álbum Lo mucho que te quiero fue producido por Homero Patrón, marcando el regreso de Fernández al género Ranchero después de su éxito siendo niño.

## Lista de canciones
| Lo mucho que te quiero |                                                                                      |                                                            |          |  |
| N.º                    | Título                                                                               | Escritor(es)                                               | Duración |  |
| 1.                     | «Lo mucho que te quiero»                                                             | René Herrera · Susie Ibarra · Raúl Ornelas · Fernando Riva | 3:17     |  |
| 2.                     | «Gema»                                                                               | Güicho Cisneros                                            | 2:46     |  |
| 3.                     | «Corazón»                                                                            | José Alfredo Jiménez                                       | 3:17     |  |
| 4.                     | «Los dos»                                                                            | Los Brincos                                                | 3:55     |  |
| 5.                     | «Besos de plata»                                                                     | Los Tecolines                                              | 3:05     |  |
| 6.                     | «Enamorada»                                                                          | Consuelo Velázquez                                         | 3:48     |  |
| 7.                     | «Luna de octubre»                                                                    | José Antonio Michel                                        | 3:06     |  |
| 8.                     | «Despierta»                                                                          | Gabriel Ruiz Galindo · Luna de la Fuente                   | 2:55     |  |
| 9.                     | «Serenata Huasteca»                                                                  | José Alfredo Jiménez                                       | 2:27     |  |
| 10.                    | «Tu día feliz»                                                                       | Roberto Livi                                               | 4:17     |  |
| 11.                    | «Mi cariñito»                                                                        | Manuel Esperón · Pedro de Urdemalas                        | 3:07     |  |
| 12.                    | «Tres regalos»                                                                       | Güicho Cisneros                                            | 3:25     |  |
| 13.                    | «Adiós»                                                                              | Alfredo Carrasco                                           | 3:55     |  |
| 14.                    | «La Rondalla»                                                                        | Alfonso Esparza Oteo                                       | 2:43     |  |
| 15.                    | «Lo mucho que te quiero (Versión inglés)»                                            | René Herrera · Susie Ibarra · Raúl Ornelas · Fernando Riva | 3:17     |  |
| 16.                    | «Popurrí» (Las mañanitas / Mañanitas tapatías / En tu día / Felicidades / En tu día) |                                                            | 4:33     |  |
| 53:50                  |                                                                                      |                                                            |          |  |